# Маринов, Стефан
Стефан Маринов (1 февраля 1931, София — 15 июля 1997, Грац) — болгарский физик, политический диссидент, экспериментатор и отрицатель теории относительности.

## Биография
С 1960 по 1974 работал ассистентом профессора физики в Софийском университете. Выступал с критикой власти, подвергался принудительному психиатрическому лечению в 1966—1967, 1974 и 1977 годах, после чего смог эмигрировать — вначале в Брюссель, затем в Вашингтон, после чего жил в Италии и Австрии.
Основатель и директор Института фундаментальной физики в г. Грац (Австрия). Основатель и издатель журнала Deutsche Physik.
При помощи установки со связанными вращающимися дисками с отверстиями («эксперимент со связанными затворами», coupled shutters experiment), устроенными по аналогии с опытом Физо, Маринов измерял разность скорости света в двух противоположных направлениях. В качестве источника света он использовал разделённый на две части луч лазера. С 9-го по 13-е февраля 1984 г. в Граце (47 с. ш., 15°26' в. д.) Маринов производил замеры на своей ориентированной в направлении с севера на юг установке круглосуточно каждые два чётных часа, получив квази-синусоидальный график результатов измерения, соответствовавший, по его мнению, абсолютному движению Земли. Аналогичные опыты он проводил ранее в 1973 г. в Софии («девиационный эксперимент со связанными зеркалами»). В 1975—1976 гг. в Софии он провёл более точный «интерференционный эксперимент со связанными зеркалами».
По поводу опыта Майкельсона — Морли, поставленного в начале XX в. с этой же целью и давшего, по мнению экспериментаторов, отрицательный результат, Маринов утверждал: «Исторический эксперимент Майкельсона — Морли, обеспечивающий неприкосновенность догмы о постоянстве скорости света, даёт, как известно, точность второго порядка в v/с, но эффекты первого порядка, на самом деле, при этом не могут быть обнаружены». Таким образом, более точные опыты по измерению относительной скорости света, по его утверждению, «выбрасывают за борт всю теорию Эйнштейна».
В журнале «Техника — молодёжи» (№ 2, 2004 г.) по поводу этого эксперимента писалось:
Итак, вопреки категорическому запрету теории Эйнштейна, измерена абсолютная скорость Земли в неподвижном эфире. Казалось бы, на защиту святыни должны быть немедленно брошены лучшие силы. Вместо этого опыт Маринова замалчивают. Релятивисты сидят тихо, как мышь под веником, не потому, что «настоящих буйных мало», а просто крыть нечем. По той же причине они избегают обсуждения опыта Саньяка (его не скроешь, оптический гироскоп — серийный прибор). Впрочем, какие-то меры всё же были приняты — после публикации результатов «эксперимента со связанными затворами» Маринов выбросился из окна университетской библиотеки.

15 июля 1997 г. в Граце с Мариновым случился несчастный случай (по версии полиции, это было самоубийство), в результате которого он скончался на пути в больницу. По утверждениям профессора Паноса Т. Паппаса (Panos T. Pappas, Афины, Греция), незадолго до смерти Маринов бронировал места в гостинице на международную конференцию по физике, которая должна была состояться 25 августа того же года в Кёльне (Германия). 

Сын — Марин Маринов, бывший в то время заместителем министра промышленности Болгарии, не был оповещён полицией о смерти отца.

## Критика
В действительности, несмотря на утверждения автора статьи в «Технике — молодёжи», эксперимент Маринова неоднократно обсуждался и критиковался, как оппонентами, так и единомышленниками. В частности, через десять лет после смерти Маринова статья в журнале «Apeiron», написанная с большим интересом к его экспериментам, отмечает, что они нигде и никем больше не были повторены, и все прочие эксперименты, задача которых состояла в опровержении специальной теории относительности, были построены на других принципах. Кроме того, отмечается техническое несовершенство опыта.
Методология эксперимента с зеркалами и последующая обработка результатов критикуется также в обзорной статье Тома Робертса и Зигмара Шлайфа. Утверждается, что в эксперименте Маринова не контролировались внешние факторы, такие как температура, влажность и давление, способные вызвать колебания в измерениях, а сами измерения были слишком грубыми, чтобы можно было говорить о статистически достоверном эффекте.
Утверждения Маринова не соответствуют историческим представлениям, так как принцип постоянства скорости света (независимость скорости света от скорости движения источника относительно приёмника) в его опытах, как и в опытах Майкельсона, не проверялся.

## Публикации
- Marinov S. New Measurement of the Earth's Absolute Velocity with the Help of the Coupled Shutters Experiment // Progress in Physics. — 2007. — Т. 1. — С. 31–37. Архивировано из оригинала 9 февраля 2012 года.
- https://web.archive.org/web/20100415060714/http://www.newenergybg.com/index.php?option=com_content&view=article&id=22:z&catid=13&Itemid=2